# Electa una via, non datur recursus ad alteram
Electa una via, non datur recursus ad alteram è una locuzione latina la cui traduzione letterale è: scelta una via non è consentito fare ricorso all'altra.
Questa massima introduce la regola secondo la quale, quando il legislatore concede due differenti rimedi a tutela di un interesse soggettivo una volta operata la scelta di uno di essi non è più consentito il ritorno all'altro. Tale regola è passata nel diritto italiano e ha ispirato la formulazione dell'art. 1492 c.c. che col 2° comma disciplina i casi in cui il compratore può domandare a sua scelta la risoluzione del contratto ovvero la riduzione del prezzo: la scelta è irrevocabile quando è fatta con la domanda giudiziale.
Principio cardine nell'ambito del diritto amministrativo nel quale, per la tutela dell'interesse legittimo, si sceglie o la via ordinaria o quella del ricorso straordinario al Presidente della Repubblica.
Nell'uso comune l'espressione si può intendere anche nel senso che una volta presa una decisione è opportuno seguirla fino in fondo.